# Стадницкий, Марцин
Марцин Стадницкий (ок. 1552—1628) — государственный деятель Речи Посполитой, каштелян саноцкий, вахмистр двора русской царицы Марины Мнишек, владелец (дидич) Кшеменицы, Яворника Польского и Рыманува.

## Биография
Представитель польского дворянского рода Стадницких герба «Шренява». Сын кальвиниста Станислава Матеуша Стадницкого (ум. 1563) и Барбары Зборовской, брат Станислава «Дьявола», Яна, Самуила, Анджея, Петра, Николая и Катажины Стадницких.
В состав его владений входили Яворник-Польски с пятью окрестными сёлами. В 1587 году построил в Яворнику Польском новый церковный приход. В 1595 году Марцин Стадницкий купил у каштеляна саноцкого Збигнева Сененского город Рыманув. Полностью восстановил костёл в Рымануве.
После смерти Марцина его жена избрала своей резиденцией Рыманув. В 1605 году после смерти старосты пшемысльского Яна Томаша Дрогоевского (1535—1605) его замок в Ямне Дольной захватил Ян Красицкий, а после него Марцин Стадницкий, который осадил замок, где укрывалась вдова Ядвига Дрогоевская. Из-за нехватки провианта замок был вынужден сдаться М. Стадницкому.
Марианна Стадницкая, единственная дочь Марцина, стала женой мечника великого коронного и воеводы краковского Михаила Зебжидовского (1613—1667). После смерти Марцина Стадницкого Яворник-Польски с пятью селами унаследовал его зять Михаил Зебжидовский.
Марцин Стадницкий был воспитан в кальвинизме, затем перешел в римско-католическую веру, изгнал из своих владений пасторов и передал церкви католикам.